# 2022–2023-as Európa-liga
A 2022–2023-as Európa-liga az Európa-liga 14. szezonja volt. A döntőt 2023. május 31-én játszották a budapesti Puskás Arénában. A győztes részvételi jogot szerzett a 2023–2024-es UEFA-bajnokok ligájába. A kupát a Sevilla nyerte meg, története során hetedik alkalommal.

## A besorolás rendszere

### Rangsor
A 2022–2023-as Európa-liga kiosztott helyeihez a 2021-es ország-együtthatót vették alapul, amely az országok csapatainak teljesítményét vette figyelembe a 2016–17-es szezontól a 2020–21-esig.
- BL – Az UEFA-bajnokok ligájából átkerült csapatok száma

| Hely. | Szövetség     | Koeff.  | Cs | Mj       |
| ----- | ------------- | ------- | -- | -------- |
| 1.    | Anglia        | 100,569 | 2  |          |
| 2.    | Spanyolország | 97,855  | 2  |          |
| 3.    | Olaszország   | 75,438  | 2  |          |
| 4.    | Németország   | 73,570  | 2  |          |
| 5.    | Franciaország | 56,081  | 2  | +1 (BL)  |
| 6.    | Portugália    | 48,549  | 1  |          |
| 7.    | Hollandia     | 39,200  | 1  | +1 (BL)  |
| 8.    | Oroszország   | 38,382  | 0  | kizárták |
| 9.    | Belgium       | 36,500  | 1  | +1 (BL)  |
| 10.   | Ausztria      | 35,825  | 1  | +1 (BL)  |
| 11.   | Skócia        | 33,375  | 1  |          |
| 12.   | Ukrajna       | 33,100  | 1  | +1 (BL)  |
| 13.   | Törökország   | 30,100  | 1  | +2 (BL)  |
| 14.   | Dánia         | 27,875  | 1  | +1 (BL)  |
| 15.   | Ciprus        | 27,750  | 1  | +2 (BL)  |
| 16.   | Szerbia       | 26,750  | 1  | +1 (BL)  |
| 17.   | Csehország    | 26,600  | 0  |          |
| 18.   | Horvátország  | 26,275  | 0  |          |
| 19.   | Svájc         | 26,225  | 0  | +1 (BL)  |

| Hely. | Szövetség           | Koeff. | Cs | Mj      |
| ----- | ------------------- | ------ | -- | ------- |
| 20.   | Görögország         | 26,000 | 0  | +1 (BL) |
| 21.   | Izrael              | 24,375 | 0  |         |
| 22.   | Norvégia            | 21,000 | 0  | +1 (BL) |
| 23.   | Svédország          | 20,500 | 0  | +1 (BL) |
| 24.   | Bulgária            | 20,375 | 0  | +1 (BL) |
| 25.   | Románia             | 18,200 | 0  |         |
| 26.   | Azerbajdzsán        | 16,875 | 0  | +1 (BL) |
| 27.   | Kazahsztán          | 15,625 | 0  |         |
| 28.   | Magyarország        | 15,500 | 0  | +1 (BL) |
| 29.   | Fehéroroszország    | 15,250 | 0  |         |
| 30.   | Lengyelország       | 15,125 | 0  |         |
| 31.   | Szlovénia           | 14,250 | 0  | +1 (BL) |
| 32.   | Szlovákia           | 13,625 | 0  | +1 (BL) |
| 33.   | Liechtenstein       | 9,000  | 0  |         |
| 34.   | Litvánia            | 8,750  | 0  | +1 (BL) |
| 35.   | Luxemburg           | 8,250  | 0  | +1 (BL) |
| 36.   | Bosznia-Hercegovina | 8,000  | 0  |         |
| 37.   | Írország            | 7,875  | 0  | +1 (BL) |

| Hely. | Szövetség       | Koeff. | Cs | Mj      |
| ----- | --------------- | ------ | -- | ------- |
| 38.   | Észak-Macedónia | 7,625  | 0  | +1 (BL) |
| 39.   | Örményország    | 7,375  | 0  | +1 (BL) |
| 40.   | Lettország      | 7,375  | 0  |         |
| 41.   | Albánia         | 7,250  | 0  |         |
| 42.   | Észak-írország  | 6,958  | 0  | +1 (BL) |
| 43.   | Grúzia          | 6,875  | 0  |         |
| 44.   | Finnország      | 6,875  | 0  | +1 (BL) |
| 45.   | Moldova         | 6,875  | 0  | +1 (BL) |
| 46.   | Málta           | 6,375  | 0  |         |
| 47.   | Feröer-szigetek | 6,125  | 0  |         |
| 48.   | Koszovó         | 5,833  | 0  |         |
| 49.   | Gibraltár       | 5,666  | 0  |         |
| 50.   | Montenegró      | 5,000  | 0  |         |
| 51.   | Wales           | 5,000  | 0  |         |
| 52.   | Izland          | 4,875  | 0  |         |
| 53.   | Észtország      | 4,750  | 0  |         |
| 54.   | Andorra         | 3,331  | 0  |         |
| 55.   | San Marino      | 1,166  | 0  |         |

### Lebonyolítás
A torna lebonyolítása az alábbiak szerint történik:
|                                       |                                       | A szakaszban bekapcsolódók | Az előző forduló továbbjutói                                                                         | Az UEFA-bajnokok ligájából átkerülők |
| ------------------------------------- | ------------------------------------- | --- | --- | --- |
| Selejtező                             | Bajnoki ág (10 csapat)                | | | - 10 vesztes a BL 2. selejtezőkörének bajnoki ágáról |
| Selejtező                             | Nem bajnoki ág (4 csapat)             | - 2 kupagyőztes a 16–17. helyen rangsorolt kupából | | - 2 vesztes a BL 2. selejtezőkörének bajnoki ágáról |
| Rájátszás (20 csapat)                 | Rájátszás (20 csapat)                 | - 7 kupagyőztes a 8–15. helyen rangsorolt kupákból (kivéve Oroszország)                                                                                | - 5 győztes a 3. selejtezőkör bajnoki ágáról - 2 győztes a BL 3. selejtezőkörének nem bajnoki ágáról | - 6 vesztes a BL 3. selejtezőkörének bajnoki ágáról |
| Csoportkör (32 csapat)                | Csoportkör (32 csapat)                | - 7 kupagyőztes az 1–7. helyen rangsorolt kupákból - 1 negyedik az 5. helyen rangsorolt bajnokságból - 4 ötödik az 1–4. helyen rangsorolt bajnokságból | - 10 győztes a rájátszásból                                                                          | - 4 vesztes a BL rájátszásának bajnoki ágáról - 2 vesztes a BL rájátszásának nem bajnoki ágáról - 4 vesztes a BL 3. selejtezőkörének nem bajnoki ágáról |
| A nyolcaddöntő rájátszása (16 csapat) | A nyolcaddöntő rájátszása (16 csapat) | | - 8 csoportmásodik                                                                                   | - 8 harmadik a BL csoportköréből |
| Egyenes kieséses szakasz (16 csapat)  | Egyenes kieséses szakasz (16 csapat)  | | - 8 csoportgyőztes - 8 győztes a rájátszásból                                                        | |

### Csapatok
Az alábbi táblázatban olvasható, hogy a csapatok melyik körben kapcsolódtak be.
Rövidítések
- kgy: kupagyőztes
- x.: bajnoki helyezés jogán indul
- F-x.: Az „F” betűvel és mellette a helyezés számával jelzett helyezések a félbeszakadt bajnokságot és az adott ország szövetsége által megállapított helyezéseket jelentik.
- BL: A 2022–2023-as UEFA-bajnokok ligájából átkerülő csapat
  - CS.: csoportkör harmadik helyezettjeként
  - B/NB R.: a rájátszásból (bajnoki ág/nem bajnoki ág)
  - B/NB S3: a 3. selejtezőkörből (bajnoki ág/nem bajnoki ág)
  - B/NB S2: a 2. selejtezőkörből (bajnoki ág/nem bajnoki ág)

| Forduló   | Forduló   | Csapatok                        | Csapatok                 | Csapatok                    | Csapatok                   |
| --------- | --------- | ------------------------------- | ------------------------ | --------------------------- | -------------------------- |
| Rájátszás | Rájátszás | Ajax (BL CS)                    | Bayer Leverkusen (BL CS) | Barcelona (BL CS)           | Sporting CP (BL CS)        |
| Rájátszás | Rájátszás | Red Bull Salzburg (BL CS)       | Sahtar Doneck (BL CS)    | Sevilla (BL CS)             | Juventus (BL CS)           |
|           |           |                                 |                          |                             |                            |
| CS        | CS        | Roma (6.)EKL                    | Arsenal (5.)             | Manchester United (6.)      | Real Betis (kgy.)          |
| CS        | CS        | Real Sociedad (5.)              | Lazio (5.)               | Union Berlin (5.)           | SC Freiburg (6.)           |
| CS        | CS        | Nantes (kgy.)                   | Rennes (4.)              | Braga (4.)                  | Feyenoord (3.)             |
| CS        | CS        | Bodø/Glimt (BL B R)             | Crvena zvezda (BL B R)   | Qarabağ (BL B R)            | Trabzonspor (BL B R)       |
| CS        | CS        | Dinamo Kijiv (BL NB R)          | PSV Eindhoven (BL NB R)  | Monaco (BL NB S3)           | Sturm Graz (BL NB S3)      |
| CS        | CS        | Union Saint-Gilloise (BL NB S3) | Midtjylland (BL NB S3)   |                             |                            |
|           |           |                                 |                          |                             |                            |
| R         | R         | Gent (kgy.)                     | Austria Wien (3.)        | Hearts (3.)                 | Dnipro-1 (F-3.)            |
| R         | R         | Sivasspor (kgy.)                | Silkeborg (3.)           | Omónia (kgy.)               | Žalgiris (BL B S3)         |
| R         | R         | Apóllon Lemeszú (BL B S3)       | Ferencváros (BL B S3)    | Ludogorec Razgrad (BL B S3) | Sheriff Tiraspol (BL B S3) |
| R         | R         | Pjunik (BL B S3)                |                          |                             |                            |
|           |           |                                 |                          |                             |                            |
| S         | B         | Zürich (BL B S2)                | Olimbiakósz (BL B S2)    | Malmö FF (BL B S2)          | Maribor (BL B S2)          |
| S         | B         | Slovan Bratislava (BL B S2)     | F91 Dudelange (BL B S2)  | Shamrock Rovers (BL B S2)   | Shkupi (BL B S2)           |
| S         | B         | Linfield (BL B S2)              | HJK (BL B S2)            |                             |                            |
| S         | F         | Partizan (2.)                   | Slovácko (kgy.)          | AEK Larnaca (BL NB S2)      | Fenerbahçe (BL NB S2)      |

Jegyzetek
- Oroszország (RUS): 2022. február 28-án kizárták az orosz klubokat a FIFA és az UEFA tornáiról.[6] 2022. május 2-án az UEFA megerősítette az orosz csapatok kizárását az UEFA 2022–23-as tornáiról.[7]

## Fordulók és időpontok
A mérkőzések időpontjai a következők:
Mivel a 2022-es labdarúgó-világbajnokság 2022. november 21. és december 18. között lesz Katarban, ezért a csoportkör 2022 szeptemberének első hetén kezdődik és 2022 novemberének első hetén fejeződik be.
A sorsolásokat – a csoportkör sorsolásának kivételével – az UEFA székházában Nyonban, Svájcban tartják.
| Szakasz                  | Forduló                     | Sorsolás dátuma     | 1. mérkőzés                             | 2. mérkőzés                             |
| ------------------------ | --------------------------- | ------------------- | --------------------------------------- | --------------------------------------- |
| Selejtezők               | 3. forduló                  | 2022. július 18.    | 2022. augusztus 4.                      | 2022. augusztus 11.                     |
| Selejtezők               | Rájátszás                   | 2022. augusztus 1.  | 2022. augusztus 18.                     | 2022. augusztus 25.                     |
| Csoportkör               | 1. mérkőzésnap              | 2022. augusztus 26. | 2022. szeptember 8.                     | 2022. szeptember 8.                     |
| Csoportkör               | 2. mérkőzésnap              | 2022. augusztus 26. | 2022. szeptember 15.                    | 2022. szeptember 15.                    |
| Csoportkör               | 3. mérkőzésnap              | 2022. augusztus 26. | 2022. október 6.                        | 2022. október 6.                        |
| Csoportkör               | 4. mérkőzésnap              | 2022. augusztus 26. | 2022. október 13.                       | 2022. október 13.                       |
| Csoportkör               | 5. mérkőzésnap              | 2022. augusztus 26. | 2022. október 27.                       | 2022. október 27.                       |
| Csoportkör               | 6. mérkőzésnap              | 2022. augusztus 26. | 2022. november 3.                       | 2022. november 3.                       |
| Egyenes kieséses szakasz | Rájátszás a nyolcaddöntőért | 2022. november 7.   | 2023. február 16.                       | 2023. február 23.                       |
| Egyenes kieséses szakasz | Nyolcaddöntők               | 2023. február 24.   | 2023. március 9.                        | 2023. március 16.                       |
| Egyenes kieséses szakasz | Negyeddöntők                | 2023. március 17.   | 2023. április 13.                       | 2023. április 20.                       |
| Egyenes kieséses szakasz | Elődöntők                   | 2023. március 17.   | 2023. május 11.                         | 2023. május 18.                         |
| Egyenes kieséses szakasz | Döntő                       | 2023. március 17.   | 2023. május 31., Puskás Aréna, Budapest | 2023. május 31., Puskás Aréna, Budapest |

## Selejtezők

### 3. selejtezőkör
A 3. selejtezőkör két ágból állt. A bajnoki ágon 10, a főágon 4 csapat vett részt.
- BL: A BL 2. selejtezőköréből kieső csapat, a sorsoláskor nem volt ismert.

Bajnoki ág
A bajnoki ágon nem alkalmaztak kiemelést.
| - Slovan Bratislava (BL) - Shkupi (BL) - Zürich (BL) - HJK (BL) - Linfield (BL) | - Malmö FF (BL) - Shamrock Rovers (BL) - Maribor (BL) - Olimbiakósz (BL) - F91 Dudelange (BL) |

Főág
| Kiemeltek: - Partzan (24,500) - Slovácko (5,560) | Nem kiemeltek: - AÉK Lárnakasz (BL) - Fenerbahçe (BL) |

Párosítások
A 3. selejtezőkör sorsolását 2022. július 18-án tartották. A párosítások győztesei a rájátszásba jutottak. A bajnoki ág vesztes csapatai az UEFA Európa Konferencia Liga rájátszásának a bajnoki ágára, a főág vesztes csapatai az UEFA Európa Konferencia Liga rájátszásának a főágára kerültek.
| 1. csapat       | Össz.Tooltip Aggregate score | 2. csapat         | 1. mérk. | 2. mérk.   |
| --------------- | ---------------------------- | ----------------- | -------- | ---------- |
| Bajnoki ág      |                              |                   |          |            |
| Malmö FF        | 5–2                          | F91 Dudelange     | 3–0      | 2–2        |
| Shamrock Rovers | 5–2                          | Shkupi            | 3–1      | 2–1        |
| Linfield        | 0–5                          | Zürich            | 0–2      | 0–3        |
| Olimbiakósz     | 3–3 (t. 4–3)                 | Slovan Bratislava | 1–1      | 2–2 (h.u.) |
| Maribor         | 0–3                          | HJK               | 0–2      | 0–1        |
| Nem bajnoki ág  |                              |                   |          |            |
| AÉK Lárnakasz   | 4–3                          | Partizan          | 2–1      | 2–2        |
| Fenerbahçe      | 4–1                          | Slovácko          | 3–0      | 1–1        |

### Rájátszás
Kiemelés
A rájátszásban összesen 20 csapat vett részt. A csapatokat négy csoportra osztották a következők szerint:
- 1. kiemeltek: 6 csapat, amely ebben a körben lépett be.
- 2. kiemeltek: 6 vesztes csapat a Bajnokok Ligája 3. selejtezőkörének bajnoki ágáról, amelyek a sorsolás időpontjában ismeretlenek voltak.
- 3. kiemeltek: 5 győztes csapat a 3. selejtezőkör bajnoki ágáról, amelyek a sorsolás időpontjában ismeretlenek voltak.
- 4. kiemeltek: 1 csapat, amely ebben a körben lépett be. 2 győztes csapat a 3. selejtezőkör főágáról, amelyek a sorsolás időpontjában ismeretlenek voltak.

Először a 4. kiemelteket sorsolták az 1. kiemeltekkel, ameddig a 4. kiemeltek el nem fogytak. Ezt követően az 1. kiemeltek maradék 3 csapatát sorsolták a 3. kiemeltekkel, ameddig az 1. kiemeltek el nem fogytak. Majd a 3. kiemeltek maradék 2 csapatát sorsolták a 2. kiemeltekkel, ameddig a 3. kiemeltek el nem fogytak. Végül a 2. kiemeltek maradék négy csapatát egymással sorsolták.
- BL: A BL 3. selejtezőkörének vesztes csapata, a sorsoláskor nem volt ismert.
- T: A 3. selejtezőkörből továbbjutott csapat, a sorsoláskor nem volt ismert.

| 1. kiemeltek: - Gent (27,500) - Austria Wien (7,770) - Hearts (7,380) - Sivasspor (6,500) - Dnipro-1 (6,360) - Silkeborg (5,435) | 2. kiemeltek: - Apóllon Lemeszú (BL) - Ferencváros (BL) - Ludogorec Razgrad (BL) - Sheriff Tiraspol (BL) - Žalgiris (BL) - Pjunik (BL) |
| 3. kiemeltek: - Malmö FF (T) - Shamrock Rovers (T) - Zürich (T) - Olimbiakósz (T) - HJK (T)                                      | 4. kiemeltek: - Omónia (7,000) - AÉK Lárnakasz (T) - Fenerbahçe (T)                                                                    |

Párosítások
A rájátszás sorsolását 2022. augusztus 1-jén, 13 órától tartották. Az első mérkőzéseket augusztus 18-án, a második mérkőzéseket augusztus 25-én játszották. A párosítások győztesei a csoportkörbe jutottak, a vesztesek az UEFA Európa Konferencia Liga csoportkörébe kerültek.
| 1. csapat         | Össz.Tooltip Aggregate score | 2. csapat        | 1. mérk. | 2. mérk.   |
| ----------------- | ---------------------------- | ---------------- | -------- | ---------- |
| Dnipro-1          | 1–5                          | AÉK Lárnakasz    | 1–2      | 0–3        |
| Gent              | 0–4                          | Omónia           | 0–2      | 0–2        |
| Austria Wien      | 1–6                          | Fenerbahçe       | 0–2      | 1–4        |
| Zürich            | 3–1                          | Hearts           | 2–1      | 1–0        |
| HJK               | 2–1                          | Silkeborg        | 1–0      | 1–1        |
| Malmö FF          | 5–1                          | Sivasspor        | 3–1      | 2–0        |
| Ferencváros       | 4–1                          | Shamrock Rovers  | 4–0      | 0–1        |
| Apóllon Lemeszú   | 2–2 (t. 1–3)                 | Olimbiakósz      | 1–1      | 1–1 (h.u.) |
| Pjunik            | 0–0 (t. 2–3)                 | Sheriff Tiraspol | 0–0      | 0–0 (h.u.) |
| Ludogorec Razgrad | 4–3                          | Žalgiris         | 1–0      | 3–3 (h.u.) |

## Csoportkör
Az alábbi csapatok vettek részt a csoportkörben:
- 12 csapat ebben a körben lépett be,
- 10 győztes csapat a rájátszásból,
- 6 vesztes csapat a UEFA-bajnokok ligája rájátszásából (4 a bajnoki ágról, 2 a nem bajnoki ágról),
- 4 vesztes csapat a UEFA-bajnokok ligája 3. selejtezőkörének nem bajnoki ágáról.

A csapatokat 4 kalapba sorolták be, az UEFA-együtthatójuk sorrendjében. A 32 csapatot 8 darab négycsapatos csoportba sorsolták. Azonos tagországba tartozók nem voltak sorsolhatók azonos csoportba. A sorsolást 2022. augusztus 26-án, közép-európai idő szerint 13 órától tartották.
A csapatok oda-visszavágós körmérkőzéses rendszerben mérkőztek. Fordulónként azonos játéknapon játszották az összes mérkőzést. A játéknapok: szeptember 8., szeptember 15., október 6., október 13., október 27.,  november 3. Az első helyezettek a nyolcaddöntőbe, a második helyezettek a nyolcaddöntő rájátszásába, a harmadik helyezettek a UEFA Európa Konferencia Liga nyolcaddöntőjének rájátszásába kerültek.
| 1. kalap - RomaEKL (100,000) - Manchester United (105,000) - Arsenal (80,000) - Lazio (53,000) - Crvena zvezda (46,500) - Braga (46,000) - Dinamo Kijiv (44,000) - Olimbiakósz (41,000) 2. kalap - Feyenoord (40,000) - PSV Eindhoven (33,000) - Rennes (33,000) - Monaco (26,000) - Real Sociedad (26,000) - Qarabağ (25,000) - Malmö FF (23,500) - Ludogorec Razgrad (23,000) | 3. kalap - Sheriff Tiraspol (22,500) - Real Betis (21,000) - Midtjylland (19,000) - Bodø/Glimt (17,000) - Ferencváros (15,500) - Union Berlin (15,042) - SC Freiburg (15,042) - Fenerbahçe (14,500) 4. kalap - Nantes (12,016) - HJK (8,500) - Sturm Graz (7,770) - AÉK Lárnakasz (7,500) - Omónia (7,000) - Zürich (7,000) - Union Saint-Gilloise (6,120) - Trabzonspor (5,500) |

### A csoport
| Hely. | Csapat        | M | Gy | D | V | G+ | G– | Gk  | P  | Továbbjutás                                                        |  | ARS | PSV | BOD | ZUR |
| ----- | ------------- | - | -- | - | - | -- | -- | --- | -- | ------------------------------------------------------------------ |  | --- | --- | --- | --- |
| 1.    | Arsenal       | 6 | 5  | 0 | 1 | 8  | 3  | +5  | 15 | Továbbjutott a nyolcaddöntőbe                                      |  | —   | 1–0 | 3–0 | 1–0 |
| 2.    | PSV Eindhoven | 6 | 4  | 1 | 1 | 15 | 4  | +11 | 13 | Továbbjutott a nyolcaddöntő rájátszásába                           |  | 2–0 | —   | 1–1 | 5–0 |
| 3.    | Bodø/Glimt    | 6 | 1  | 1 | 4 | 5  | 10 | −5  | 4  | Átkerült az UEFA Európa Konferencia Liga nyolcaddöntő rájátszásába |  | 0–1 | 1–2 | —   | 2–1 |
| 4.    | Zürich        | 6 | 1  | 0 | 5 | 5  | 16 | −11 | 3  |                                                                    |  | 1–2 | 1–5 | 2–1 | —   |

### B csoport
| Hely. | Csapat        | M | Gy | D | V | G+ | G– | Gk | P  | Továbbjutás                                                        |  | FEN | REN | AKL | DKV |
| ----- | ------------- | - | -- | - | - | -- | -- | -- | -- | ------------------------------------------------------------------ |  | --- | --- | --- | --- |
| 1.    | Fenerbahçe    | 6 | 4  | 2 | 0 | 13 | 7  | +6 | 14 | Továbbjutott a nyolcaddöntőbe                                      |  | —   | 3–3 | 2–0 | 2–1 |
| 2.    | Rennes        | 6 | 3  | 3 | 0 | 11 | 8  | +3 | 12 | Továbbjutott a nyolcaddöntő rájátszásába                           |  | 2–2 | —   | 1–1 | 2–1 |
| 3.    | AÉK Lárnakasz | 6 | 1  | 2 | 3 | 7  | 10 | −3 | 5  | Átkerült az UEFA Európa Konferencia Liga nyolcaddöntő rájátszásába |  | 1–2 | 1–2 | —   | 3–3 |
| 4.    | Dinamo Kijiv  | 6 | 0  | 1 | 5 | 5  | 11 | −6 | 1  |                                                                    |  | 0–2 | 0–1 | 0–1 | —   |

### C csoport
| Hely. | Csapat            | M | Gy | D | V | G+ | G– | Gk  | P  | Továbbjutás                                                        |  | BET | ROM | LUD | HJK |
| ----- | ----------------- | - | -- | - | - | -- | -- | --- | -- | ------------------------------------------------------------------ |  | --- | --- | --- | --- |
| 1.    | Real Betis        | 6 | 5  | 1 | 0 | 12 | 4  | +8  | 16 | Továbbjutott a nyolcaddöntőbe                                      |  | —   | 1–1 | 3–2 | 3–0 |
| 2.    | Roma              | 6 | 3  | 1 | 2 | 11 | 7  | +4  | 10 | Továbbjutott a nyolcaddöntő rájátszásába                           |  | 1–2 | —   | 3–1 | 3–0 |
| 3.    | Ludogorec Razgrad | 6 | 2  | 1 | 3 | 8  | 9  | −1  | 7  | Átkerült az UEFA Európa Konferencia Liga nyolcaddöntő rájátszásába |  | 0–1 | 2–1 | —   | 2–0 |
| 4.    | HJK               | 6 | 0  | 1 | 5 | 2  | 13 | −11 | 1  |                                                                    |  | 0–2 | 1–2 | 1–1 | —   |

### D csoport
| Hely. | Csapat               | M | Gy | D | V | G+ | G– | Gk | P  | Továbbjutás                                                        |  | USG | UBE | BRA | MAL |
| ----- | -------------------- | - | -- | - | - | -- | -- | -- | -- | ------------------------------------------------------------------ |  | --- | --- | --- | --- |
| 1.    | Union Saint-Gilloise | 6 | 4  | 1 | 1 | 11 | 7  | +4 | 13 | Továbbjutott a nyolcaddöntőbe                                      |  | —   | 0–1 | 3–3 | 3–2 |
| 2.    | Union Berlin         | 6 | 4  | 0 | 2 | 4  | 2  | +2 | 12 | Továbbjutott a nyolcaddöntő rájátszásába                           |  | 0–1 | —   | 1–0 | 1–0 |
| 3.    | Braga                | 6 | 3  | 1 | 2 | 9  | 7  | +2 | 10 | Átkerült az UEFA Európa Konferencia Liga nyolcaddöntő rájátszásába |  | 1–2 | 1–0 | —   | 2–1 |
| 4.    | Malmö FF             | 6 | 0  | 0 | 6 | 3  | 11 | −8 | 0  |                                                                    |  | 0–2 | 0–1 | 0–2 | —   |

### E csoport
| Hely. | Csapat            | M | Gy | D | V | G+ | G– | Gk | P  | Továbbjutás                                                        |  | RSO | MUN | SHE | OMO |
| ----- | ----------------- | - | -- | - | - | -- | -- | -- | -- | ------------------------------------------------------------------ |  | --- | --- | --- | --- |
| 1.    | Real Sociedad     | 6 | 5  | 0 | 1 | 10 | 2  | +8 | 15 | Továbbjutott a nyolcaddöntőbe                                      |  | —   | 0–1 | 3–0 | 2–1 |
| 2.    | Manchester United | 6 | 5  | 0 | 1 | 10 | 3  | +7 | 15 | Továbbjutott a nyolcaddöntő rájátszásába                           |  | 0–1 | —   | 3–0 | 1–0 |
| 3.    | Sheriff Tiraspol  | 6 | 2  | 0 | 4 | 4  | 10 | −6 | 6  | Átkerült az UEFA Európa Konferencia Liga nyolcaddöntő rájátszásába |  | 0–2 | 0–2 | —   | 1–0 |
| 4.    | Omónia            | 6 | 0  | 0 | 6 | 3  | 12 | −9 | 0  |                                                                    |  | 0–2 | 2–3 | 0–3 | —   |

1. 1 2  Az egymás elleni eredmény döntetlen. Az összes gólkülönbség döntött.

### F csoport
| Hely. | Csapat      | M | Gy | D | V | G+ | G– | Gk | P | Továbbjutás                                                        |  | FEY | MID | LAZ | STU |
| ----- | ----------- | - | -- | - | - | -- | -- | -- | - | ------------------------------------------------------------------ |  | --- | --- | --- | --- |
| 1.    | Feyenoord   | 6 | 2  | 2 | 2 | 13 | 9  | +4 | 8 | Továbbjutott a nyolcaddöntőbe                                      |  | —   | 2–2 | 1–0 | 6–0 |
| 2.    | Midtjylland | 6 | 2  | 2 | 2 | 12 | 8  | +4 | 8 | Továbbjutott a nyolcaddöntő rájátszásába                           |  | 2–2 | —   | 5–1 | 2–0 |
| 3.    | Lazio       | 6 | 2  | 2 | 2 | 9  | 11 | −2 | 8 | Átkerült az UEFA Európa Konferencia Liga nyolcaddöntő rájátszásába |  | 4–2 | 2–1 | —   | 2–2 |
| 4.    | Sturm Graz  | 6 | 2  | 2 | 2 | 4  | 10 | −6 | 8 |                                                                    |  | 1–0 | 1–0 | 0–0 | —   |

1. 1 2 3 4  Az egymás elleni eredmény döntetlen. Az összes gólkülönbség döntött. A Feyenoord és Midtjylland között a több szerzett gól döntött.

### G csoport
| Hely. | Csapat      | M | Gy | D | V | G+ | G– | Gk  | P  | Továbbjutás                                                        |  | FRE | NAN | QAR | OLY |
| ----- | ----------- | - | -- | - | - | -- | -- | --- | -- | ------------------------------------------------------------------ |  | --- | --- | --- | --- |
| 1.    | SC Freiburg | 6 | 4  | 2 | 0 | 13 | 3  | +10 | 14 | Továbbjutott a nyolcaddöntőbe                                      |  | —   | 2–0 | 2–1 | 1–1 |
| 2.    | Nantes      | 6 | 3  | 0 | 3 | 6  | 11 | −5  | 9  | Továbbjutott a nyolcaddöntő rájátszásába                           |  | 0–4 | —   | 2–1 | 2–1 |
| 3.    | Qarabağ     | 6 | 2  | 2 | 2 | 9  | 5  | +4  | 8  | Átkerült az UEFA Európa Konferencia Liga nyolcaddöntő rájátszásába |  | 1–1 | 3–0 | —   | 0–0 |
| 4.    | Olimbiakósz | 6 | 0  | 2 | 4 | 2  | 11 | −9  | 2  |                                                                    |  | 0–3 | 0–2 | 0–3 | —   |

### H csoport
| Hely. | Csapat        | M | Gy | D | V | G+ | G– | Gk | P  | Továbbjutás                                                        |  | FTC | MON | TRA | RSB |
| ----- | ------------- | - | -- | - | - | -- | -- | -- | -- | ------------------------------------------------------------------ |  | --- | --- | --- | --- |
| 1.    | Ferencváros   | 6 | 3  | 1 | 2 | 8  | 9  | −1 | 10 | Továbbjutott a nyolcaddöntőbe                                      |  | —   | 1–1 | 3–2 | 2–1 |
| 2.    | Monaco        | 6 | 3  | 1 | 2 | 9  | 8  | +1 | 10 | Továbbjutott a nyolcaddöntő rájátszásába                           |  | 0–1 | —   | 3–1 | 4–1 |
| 3.    | Trabzonspor   | 6 | 3  | 0 | 3 | 11 | 9  | +2 | 9  | Átkerült az UEFA Európa Konferencia Liga nyolcaddöntő rájátszásába |  | 1–0 | 4–0 | —   | 2–1 |
| 4.    | Crvena zvezda | 6 | 2  | 0 | 4 | 9  | 11 | −2 | 6  |                                                                    |  | 4–1 | 0–1 | 2–1 | —   |

1. 1 2  Egymás elleni pontok: Ferencváros 4, Monaco 1.

## Egyenes kieséses szakasz
Az egyenes kieséses szakaszban 24 csapat vesz részt:
- A nyolcaddöntőbe kerültek a csoportkör első helyezettjei
- A nyolcaddöntő rájátszásába kerültek a csoportkör második helyezettjei és az UEFA-bajnokok ligája csoportkörének harmadik helyezettjei.

A döntő kivételével az összes fordulóban két mérkőzés alapján dőlt el a továbbjutás.

### A nyolcaddöntő rájátszása
A forduló sorsolását 2022. november 7-én tartották. A sorsolás során az Európa-liga csoportkörének második helyezettjeit az UEFA-bajnokok ligája csoportkörének harmadik helyezettjeivel párosították. Azonos tagországba tartozók nem játszhattak egymással. Az Európa-liga csoportkörének második helyezettjei játszották a második mérkőzést hazai pályán. Az első mérkőzéseket 2023. február 16-án, a második mérkőzéseket február 23-án játsszák. A győztesek a nyolcaddöntőbe kerülnek, a vesztesek kiesnek.
| 1. csapat         | Össz.Tooltip Aggregate score | 2. csapat         | 1. mérk. | 2. mérk.   |
| ----------------- | ---------------------------- | ----------------- | -------- | ---------- |
| Barcelona         | 3–4                          | Manchester United | 2–2      | 1–2        |
| Juventus          | 4–1                          | Nantes            | 1–1      | 3–0        |
| Sporting CP       | 5–1                          | Midtjylland       | 1–1      | 4–0        |
| Sahtar Doneck     | 3–3 (t. 5–4)                 | Rennes            | 2–1      | 1–2 (h.u.) |
| Ajax              | 1–3                          | Union Berlin      | 0–0      | 1–3        |
| Bayer Leverkusen  | 5–5 (t. 5–3)                 | Monaco            | 2–3      | 3–2 (h.u.) |
| Sevilla           | 3–2                          | PSV Eindhoven     | 3–0      | 0–2        |
| Red Bull Salzburg | 1–2                          | Roma              | 1–0      | 0–2        |

### Nyolcaddöntők
A nyolcaddöntők sorsolását 2023. február 24-én tartották. A sorsolás során az Európa-liga csoportkörének első helyezettjeit a nyolcaddöntő rájátszásának győzteseivel párosították. Azonos tagországba tartozók nem játszhattak egymással. Az Európa-liga csoportkörének első helyezettjei játszották a második mérkőzést hazai pályán. Az első mérkőzéseket 2023. március 9-én, a második mérkőzéseket március 16-án játszották.
| 1. csapat         | Össz.Tooltip Aggregate score | 2. csapat            | 1. mérk. | 2. mérk. |
| ----------------- | ---------------------------- | -------------------- | -------- | -------- |
| Union Berlin      | 3–6                          | Union Saint-Gilloise | 3–3      | 0–3      |
| Sevilla           | 2–1                          | Fenerbahçe           | 2–0      | 0–1      |
| Juventus          | 3–0                          | SC Freiburg          | 1–0      | 2–0      |
| Bayer Leverkusen  | 4–0                          | Ferencváros          | 2–0      | 2–0      |
| Sporting CP       | 3–3 (t. 5–3)                 | Arsenal              | 2–2      | 1–1      |
| Manchester United | 5–1                          | Real Betis           | 4–1      | 1–0      |
| Roma              | 2–0                          | Real Sociedad        | 2–0      | 0–0      |
| Sahtar Doneck     | 2–8                          | Feyenoord            | 1–1      | 1–7      |

### Negyeddöntők
A negyeddöntők sorsolását 2023. március 17-én tartották. Az első mérkőzéseket 2023. április 13-án, a második mérkőzéseket április 20-án játsszák.
| 1. csapat         | Össz.Tooltip Aggregate score | 2. csapat | 1. mérk. | 2. mérk.   |
| ----------------- | ---------------------------- | --------- | -------- | ---------- |
| Manchester United | 2–5                          | Sevilla   | 2–2      | 0–3        |
| Juventus          | 2–1                          | Sporting  | 1–0      | 1–1        |
| Bayer Leverkusen  | 5–2                          | Union SG  | 1–1      | 4–1        |
| Feyenoord         | 2–4                          | Roma      | 1–0      | 1–4 (h.u.) |

### Elődöntők
Az elődöntők sorsolását 2023. március 17-én tartották, a negyeddöntők sorsolását követően. Az első mérkőzéseket 2023. május 11-én, a második mérkőzéseket május 18-án játsszák.
| 1. csapat | Össz.Tooltip Aggregate score | 2. csapat        | 1. mérk. | 2. mérk.   |
| --------- | ---------------------------- | ---------------- | -------- | ---------- |
| Juventus  | 2–3                          | Sevilla          | 1–1      | 1–2 (h.u.) |
| AS Roma   | 1–0                          | Bayer Leverkusen | 1–0      | 0–0        |

### Döntő
A pályaválasztót 2023. március 17-én sorsolták, az elődöntők sorsolását követően.
| 2023. május 31. 21:00 |

| Sevilla                        | 1–1               | Roma                     |
| ------------------------------ | ----------------- | ------------------------ |
| Mancini 55' (öngól)            | (0–1) Jegyzőkönyv | Dybala 35'               |
| Büntetőpárbaj                  |                   |                          |
| Ocampos Lamela Rakitić Montiel | 4–1               | Cristante Mancini Ibañez |

| Puskás Aréna, Budapest Nézőszám: 61 476 Játékvezető: Anthony Taylor (angol) |

## Statisztikák
A selejtező fordulókat nem számítva. 2023. március 16-i adatok alapján.

### Gólok
| Helyezés | Játékos           | Csapat               | Gólok | Játszott percek |
| -------- | ----------------- | -------------------- | ----- | --------------- |
| 1        | Marcus Rashford   | Manchester United    | 6     | 515             |
| 2        | Victor Boniface   | Union Saint-Gilloise | 5     | 607             |
| 2        | Santiago Giménez  | Feyenoord            | 5     | 230             |
| 4        | Ángel Di María    | Juventus             | 4     | 245             |
| 4        | Vitinha           | Braga                | 4     | 406             |
| 4        | Wissam Ben Yedder | Monaco               | 4     | 528             |
| 4        | Robin Knoche      | Union Berlin         | 4     | 892             |
| 8        | 23 játékos        | 23 játékos           | 3     | N/A             |

### Gólpasszok
| Helyezés | Játékos                    | Csapat            | Gólpasszok | Játszott percek |
| -------- | -------------------------- | ----------------- | ---------- | --------------- |
| 1        | Evander                    | Midtjylland       | 5          | 514             |
| 2        | Anasztásziosz Mpakaszétasz | Trabzonspor       | 4          | 463             |
| 3        | Diego Rossi                | Fenerbahçe        | 3          | 278             |
| 3        | Cody Gakpo                 | PSV Eindhoven     | 3          | 370             |
| 3        | Amine Gouiri               | Rennes            | 3          | 453             |
| 3        | Loïc Lapoussin             | Union SG          | 3          | 560             |
| 3        | Juan Miranda               | Real Betis        | 3          | 540             |
| 3        | Lorenzo Pellegrini         | Roma              | 3          | 717             |
| 3        | Ludovic Blas               | Nantes            | 3          | 675             |
| 3        | Bruno Fernandes            | Manchester United | 3          | 736             |
| 3        | Simon Adingra              | Union SG          | 3          | 352             |